# Лауро Россі
Лауро Россі (італ. Lauro Rossi; 19 лютого 1810 року, Мачерата — 5 травня 1885 року, Кремона) — італійський композитор, представник романтизму. Його ім'я носить муніципальний театр в Мачераті.

## Біографія
Лауро Россі народився 19 лютого 1810 в Мачераті, в королівстві Італія. У 1822 році вступив в музичний коледж Сан-Себастьяно в Неаполі, де навчався музики у Джованні Фурно, Ніколо Антоніо Дзінґареллі та Джироламо Крешентіні, разом з Вінченцо Белліні, Ерріко Петрелла і Федеріко Річчі. Завершивши навчання в 1829 році, написав кілька мес. Навесні того ж року дебютував як оперний композитор оперою-буфа «Сільська графиня» (італ. Le contesse villane) на сцені театру Ла-Феніче в Неаполі.
З 1832 по 1834 рік служив директором театру Валле в Римі, де поставив оперу «Швейцарський дезертир» (італ. Il disertore svizzero). Великий успіх у публіки мали його опера-буфа «Порожній будинок, або Фальшивомонетники» (італ. La casa disabilitata, o Falsi Monetari) по лібрето Джакопо Ферреті, прем'єра якої відбулася в Мілані в театрі Ла Скала в 1834 році і опера-семісеріа «Чорне доміно» (італ. Domino nero) по лібрето Франческо Рубіно, прем'єра якої відбулася в Мілані на сцені театру Каноб'яна в 1849 році.
У 1835 році Лауро Россі покинув Неаполь і, як композитор та імпресаріо, гастролював з власною оперною трупою по Мексиці і Кубі. У 1843 році у зв'язку з проблеми зі здоров'ям повернувся до Італії. З 1850 по 1870 рік працював директором Міланської консерваторії, а з 1870 по 1878 рік — Неаполітанської консерваторії.
Під час гастролей в Новому світі одружився з оперною співачкою Ізабеллою Обермаєр. Восени 1851 року композитор поховав її, і через два роки одружився з Софією Камерерді, яка народила сина Еудженіо і доньку Лауру, але пережив і її. У 1864 році він одружився втретє зі співачкою Матільдою Балларіні.
Поряд з педагогічною діяльністю, продовжував писати музику. Його останні опери «Графиня Монса» (італ. La Contessa di Mons) і «Клеопатра» (італ. Cleopatra) також були успішними як серед публіки та і критики. У 1869 році, на запрошення Джузеппе Верді, взяв участь у створенні «Меси по Россіні» (італ. Messa per Rossini), реквієму на річницю смерті композитора. Ним була написана частина «Агнець Божий» (лат. Agnus Dei).
Він був обраний членом Французької академії Святої Чечілії в Гавані і прославленої академії Святої Чечілії в Римі, носив звання почесного ректора Вищої школи співу в Кремоні, був почесним членом численних філармонійних товариств Італії.
У 1882 році Лауро Россі переїхав в Кремону, де помер 5 травня 1885 року.

## Творча спадщина
Творча спадщина композитора складає 28 опер (в основному буфа), численні твори для вокалу і твори церковної і камерної музики. Він також є автором «Керівництва по курсу гармонії і вокальної практики для студентів Міланської консерваторії» (італ. Guida ad un corso di armonia pratica orale per gli allievi del Conservatorio di Milano).